# Брак при Людовике XV
«Брак при Людовике XV» (фр. Un Mariage sous Louis XV) — историческая комедия французского писателя Александра Дюма-отца, впервые поставленная на сцене в 1841 году и переработанная в 1861 году.

## Сюжет
Действие пьесы происходит во Франции в XVIII веке, в эпоху Людовика XV. Главные герои — молодые супруги, которые вступили в брак по воле родителей. Они договариваются жить раздельно, вступают во внебрачные связи. Однако позже герои понимают, что на самом деле любят друг друга.

## Создание и оценки
«Брак при Людовике XV» был впервые поставлен на сцене 1 июня 1841 года в театре «Комеди Франсез». И премьера, и публикация пьесы в том же году прошли практически незамеченными. Спустя 20 лет текст комедии был существенно переработан, и 21 мая 1861 года её снова поставили на той же сцене. На этот раз пьеса имела успех. Именно второй вариант текста был включён в 25-томное собрание сочинений Дюма, издававшееся начиная с 1864 года.
«Брак при Людовике XV» стал второй частью условной трилогии, в которую литературоведы включают также «Мадемуазель де Бель-Иль» (1839) и «Молодость Людовика XV» (1854). В этом цикле заметно влияние романа Шодерло де Лакло «Опасные связи».